# Pachymenes icarioides
Pachymenes icarioides är en stekelart som först beskrevs av Charles Thomas Bingham.  Pachymenes icarioides ingår i släktet Pachymenes och familjen Eumenidae. Inga underarter finns listade i Catalogue of Life.